# 史氏硬皮鰕虎魚
史氏硬皮鰕虎魚（学名：Callogobius snelliusi），又名史氏美鰕虎魚，为輻鰭魚綱鱸形目鰕虎亞目鰕虎科硬皮鰕虎魚屬下的一个种，為熱帶海水魚，分布於西太平洋日本、印尼及澳洲西北部等海域，棲息深度3-15公尺，本魚體暗棕色，頭部及身體部有白斑，背鰭暗褐色，有數列褐斑及白帶，基部具有1、2個黑斑，胸鰭具有白點，尾鰭圓形，背鰭硬棘6-7枚;背鰭軟條8-10枚;臀鰭硬棘1枚;臀鰭軟條6-8枚，體長可達3.3公分，棲息在沿岸礁石區、珊瑚礁，生活習性不明。